# Leerlingenraad
Een leerlingenraad  behartigt de belangen van leerlingen.  Veelal gaat het hier om een raadsorgaan verbonden aan een lagere en middelbare school. Ze organiseren 
vooral buitenschoolse activiteiten.
Een dergelijke raad bestaat doorgaans uit door leerlingen gekozen of benoemde vertegenwoordigers. Er bestaan echter ook vrijwillige, niet-verkozen leerlingenraden. In een leerlingenraad zitten leerlingen van alle leerjaren.

## Voornaamste functie
Veelvoorkomende onderwerpen waar een leerlingenraad zich mee bezighoudt betreffen bijvoorbeeld schoolfeesten, buitenschoolse activiteiten (met daarbij soms ook verkeersveiligheid en veilig oversteken), het leerlingenstatuut, het (mee)organiseren van een evenement op school en deelname in diverse commissies. Daarnaast is de leerlingenraad bevoegd om – gevraagd en ongevraagd – advies uit te brengen aan de medezeggenschapsraad (bv. de schoolraad), met name over zaken die de leerlingen direct aangaan. Een leerlingenraad heeft slechts een adviserende rol en kan dus geen veranderingen afdwingen.

## Situatie in Nederland en België
In België is een leerlingenraad of andere vorm van gegarandeerde inspraak op elke school bij het participatiedecreet (2004) verplicht gesteld en heeft de leerlingenraad een informatie- en communicatieplicht jegens alle leerlingen. In Nederland is de leerlingenraad niet verplicht.
Ook moet de leerlingenraad om de vier jaar opnieuw worden ingesteld (hoewel dit in de meeste gevallen elk jaar gebeurt)en mogen schoolverlaters er niet meer in zetelen, tenzij de leerlingenraad daar anders over beslist.
Leerlingenraden in België kunnen lid worden van de Vlaamse Scholierenkoepel (VSK). In Nederland neemt het Landelijk Aktie Komitee Scholieren (LAKS) de landelijke vertegenwoordiging voor zijn rekening.